# Glenea semiluctuosa
Glenea semiluctuosa é uma espécie de escaravelho da família Cerambycidae.